# Joseph Nesvadba (Komponist)
Joseph Nesvadba, manchmal auch als Joseph Neswadba und auf Tschechisch meist Josef Nesvadba-Hamáček bezeichnet (* 14. Januar 1822 in Wiskersch bei Turnau in Böhmen als Josef Hamáček; † 20. Juni 1876 in Darmstadt, Großherzogtum Hessen und bei Rhein), war ein böhmischer Komponist und Dirigent.

## Leben

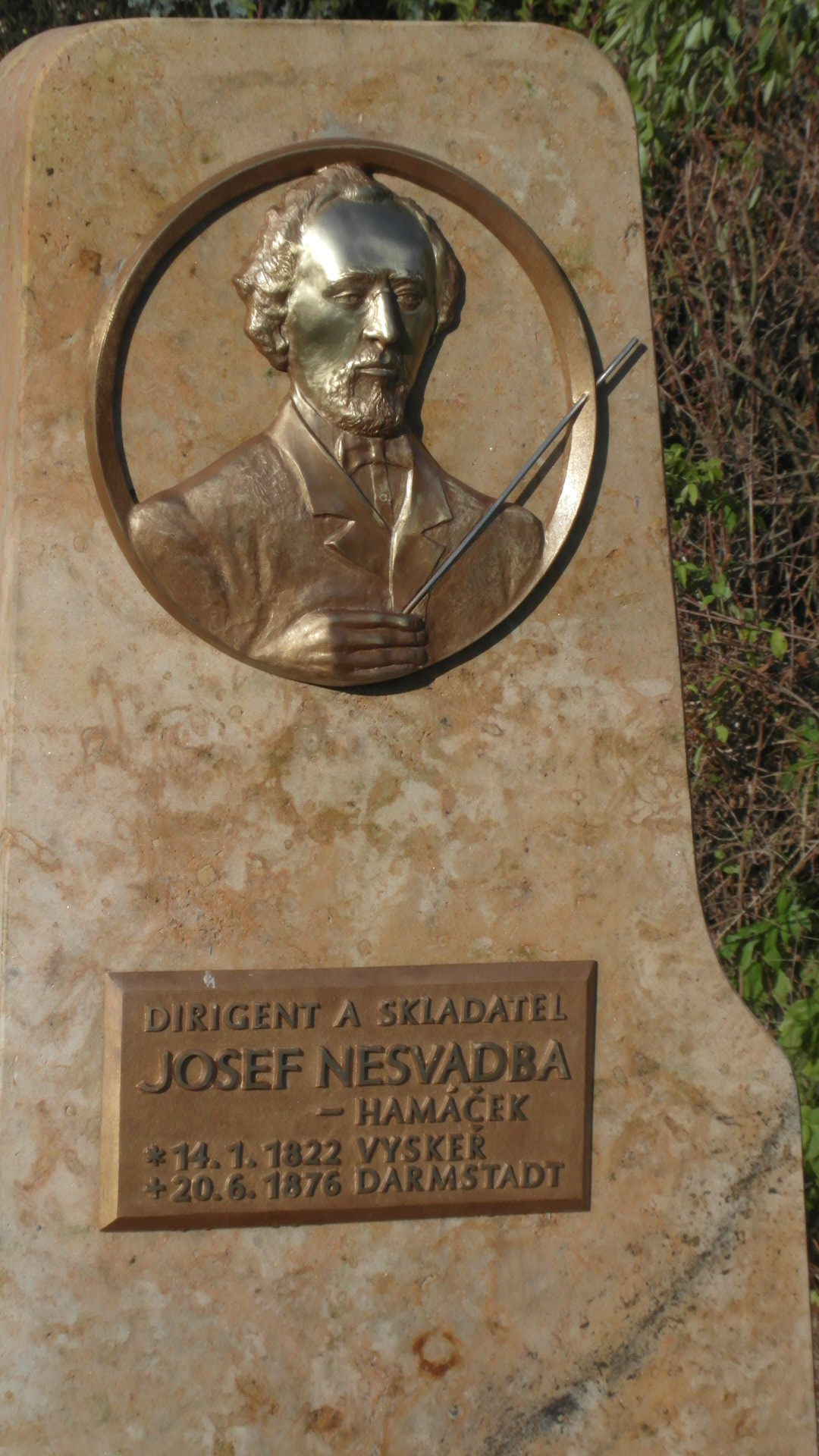
Denkmal in Vyskeř

Josef Hamáček wurde 1822 als Sohn von František Hamáček und dessen Frau Anna Hamáčková im nordböhmischen Ort Vyskeř (dt. Wiskersch) geboren. Seine Eltern verließen Vyskeř um 1823, als sein Vater bald darauf starb, kehrte Josef dorthin zurück. Dort wurde er von den Brüdern seiner Mutter, Jan und Josef Nesvadba, die beide Lehrer waren, betreut. Sie unterrichteten ihn früh musikalisch, so dass er im Alter von 10 Jahren in der örtlichen Kirche gut Orgel spielte und sogar Kompositionen für lokale Musiker verfasst haben soll.
Von 1836 bis 1842 besuchte er das Gymnasium in Jičín (dt. Jitschin). Danach ging er nach Prag und studierte Philosophie an der Karls-Universität und setzte an der Sophien-Akademie seine musikalische Ausbildung fort. Seinen Lebensunterhalt verdiente er sich als Student in Jičín und Prag mit der Musik, dabei verwendete er den Mädchennamen seiner Mutter – und Nachnamen seiner Onkel – Nesvadba. Bald nahm er den Namen Josef Nesvadba gänzlich an und verwendete ihn bis zu seinem Tod.
1843 war er Kapellmeister am neuen Ständetheater in Prag. 1844 wurde er Kapellmeister in Karlsbad (tsch. Karlovy Vary) und dann kurz darauf sechs Jahre lang bis 1850 in Olmütz (tsch. Olomouc). Danach arbeitete er als Dirigent am städtischen Deutschen Theater in Brünn (tsch. Brno) und in Graz, in der Spielzeit 1857/1858 kehrte er an das Ständetheater in Prag zurück.
Nesvadba war der Aristokratie sehr verbunden und widmete einigen ihrer Vertreter, einschließlich des kaiserlichen Hofes, mehrere seiner Kompositionen. Das führte dazu, dass er in der tschechischen Gesellschaft teilweise auf Ablehnung stieß, was ihm schließlich Schwierigkeiten bei seiner Tätigkeit in Prag bereitete.
So gab er 1859 die Leitung der Prager Oper auf und begab sich ins preußische Berlin, von wo aus er gelegentlich nach Wien ging, um Opern zu dirigieren. Ab Januar 1860 war er Kapellmeister der Italienischen Opernkompanie am neu eröffneten Victoria-Theater zu Berlin. Ab Sommer 1861 war er zudem Gastdirigent der neuen Opernkompanie an der Berliner Krolloper. 1862 trat er als Kapellmeister in das Stadttheater Hamburg ein, wo er bis 1863 blieb. 1864 trat er die Nachfolge des bekannten Louis Schindelmeisser als Kapellmeister am Hoftheater in Darmstadt an. In dieser Position blieb er bis zu seinem Tode im Juni 1876, ab Februar 1875 aus gesundheitlichen Gründen durch Emil Steinbach vertreten.

## Werk
Joseph Nesvadba schrieb als Komponist Vokalmusik, Opern, Ballette, Lieder, Männerchöre und Klavierstücke. Besonders hervorzuheben ist seine Loreley-Paraphrase (nach Silcher) für Klavier, Op. 17, die 1869 bei André in Offenbach veröffentlicht wurde und überregionale Bekanntheit erlangte. Die Loreley-Paraphrase wurde in vielen Bearbeitungen für unterschiedliche Besetzungen veröffentlicht, was ihre anhaltende Beliebtheit bis zum Ende des 19. Jahrhunderts belegt. Sie wurde auch auf Schweizer Spieldosen verwendet, insbesondere in Böhmen und Wien, was auf ihre weite Verbreitung hinweist. Laut Daten von Delpher wurde sie in den Niederlanden zwischen 1883 und 1951 in 301 Konzerten gespielt und zwischen 1925 und 1936 34 Mal im Radio übertragen.
Am 26. November 1869 hatte sein Ballett Der Rekrut Premiere.
Weitere Lieder:
- Wasserfahrt, für Singstimme und Orchester, op. 16 Nr. 1 – Text: Heinrich Heine
- Wie Schön bist du, für Singstimme und Orchester – Text: Heinrich Weidt

## Ehrungen
- 9. Juni 1868: Verleihung der goldenen Verdienstmedaille für Wissenschaft und Kunst
- 29. September 1868: Erlaubnis zur Annahme und zum Tragen des russischen St. Stanislausordens III. Klasse
- 8. März 1876: Verleihung des Ritterkreuzes I. Klasse des Verdienstordens Philipps des Großmütigen[4]

Am 12. November 2016 wurde in seinem Geburtsort eine Gedenkstätte eingeweiht. Initiator war der Ortsbürgermeister Jan Kozák. Das Denkmal wurde von Jaroslav Marek gestaltet.

## Bibliografie
- Wolfgang Suppan, Armin Suppan: Das Neue Lexikon des Blasmusikwesens, 4. Auflage, Freiburg-Tiengen, Blasmusikverlag Schulz GmbH, 1994, ISBN 3-923058-07-1
- Paul E. Bierley, William H. Rehrig: The heritage encyclopedia of band music : composers and their music, Westerville, Ohio: Integrity Press, 1991, ISBN 0-918048-08-7
- Hubert Unverricht: Musik und Musiker am Mittelrhein – Ein biographisches, orts- und landesgeschichtliches Nachschlagewerk, Bd. 2, Mainz: Schott, 1974
- Česko slovensky hudební slovník osob a institucí, Prague: Statni Hudebni Vydavatelstvi, 1963–1965.